# هابکو
هابکو (انگلیسی: HUBCO) شرکت برق پاکستانی است، که در سال ۱۹۹۴ تأسیس شد.